# Cryptachaea pinguis
Cryptachaea pinguis is een spinnensoort in de taxonomische indeling van de kogelspinnen (Theridiidae).
Het dier behoort tot het geslacht Cryptachaea. De wetenschappelijke naam van de soort werd voor het eerst geldig gepubliceerd in 1886 door Eugen von Keyserling.